# Alcalá de Moncayo (kommun)
Alcalá de Moncayo är en kommun i Spanien.   Den ligger i provinsen Provincia de Zaragoza och regionen Aragonien, i den nordöstra delen av landet, 230 km nordost om huvudstaden Madrid. Antalet invånare är 193.